# Constantin Abăluţă
Constantin Abăluță (Bukarest, 1938. október 8. – Bukarest, 2025. január 22.) román költő, prózaíró és műfordító.

## Élete
1964-ben debütált mint költő. Sok művet fordított románra Thomas Roetke, Frank O'Hara, Wallace Stevens és Dylan Thomas alkotásaiból. Építészetet tanult Bukarestben 1961-ig. 2007 óta ő a romániai PEN Club-központ elnöke.

## Versei
- Lumina pământului, 1964
- Piatra, 1968
- Psalmi, 1969
- Unu, 1970
- Eww Erre, 1972
- Poèmes. Art et poésie (1973)
- Există, 1974
- Iubiri, 1974
- Călătorii, 1977
- Obiecte de tăcere, 1979
- Violența memoriei pure, 1980
- Aerul, mod de folosință, 1982
- Planor, 1983
- 11 erezii, 1985
- A sta în picioare (1986)
- Singurătatea ciclopului (1988)
- Aceleași nisipuri (1995)
- Marină într-un creier (1995)
- Camera cu mașini de scris (1997)
- Drumul furnicilor (1997)
- Cârtița lui Pessoa (1999)
- Mic manual de tăcere (1999)
- Odăile (2001)
- Terasa (2002)
- Les Chambres. Les Parols (2003)
- Intrusul (2005)

## Prózai alkotásai
- Singuratatea ciclopului, 1983
- Planeta simetrică, 1981
- A sta in picioare, 1983

## Antológiák
- Antologia poeziei contemporane, 2000